# Ikebukuro
Ikebukuro (池袋?), una parte del barrio de Toshima, es un gran distrito comercial y de entretenimiento de Tokio, Japón. Es la localización de las oficinas del barrio de Toshima, la estación de Ikebukuro y varios grandes almacenes enormes.

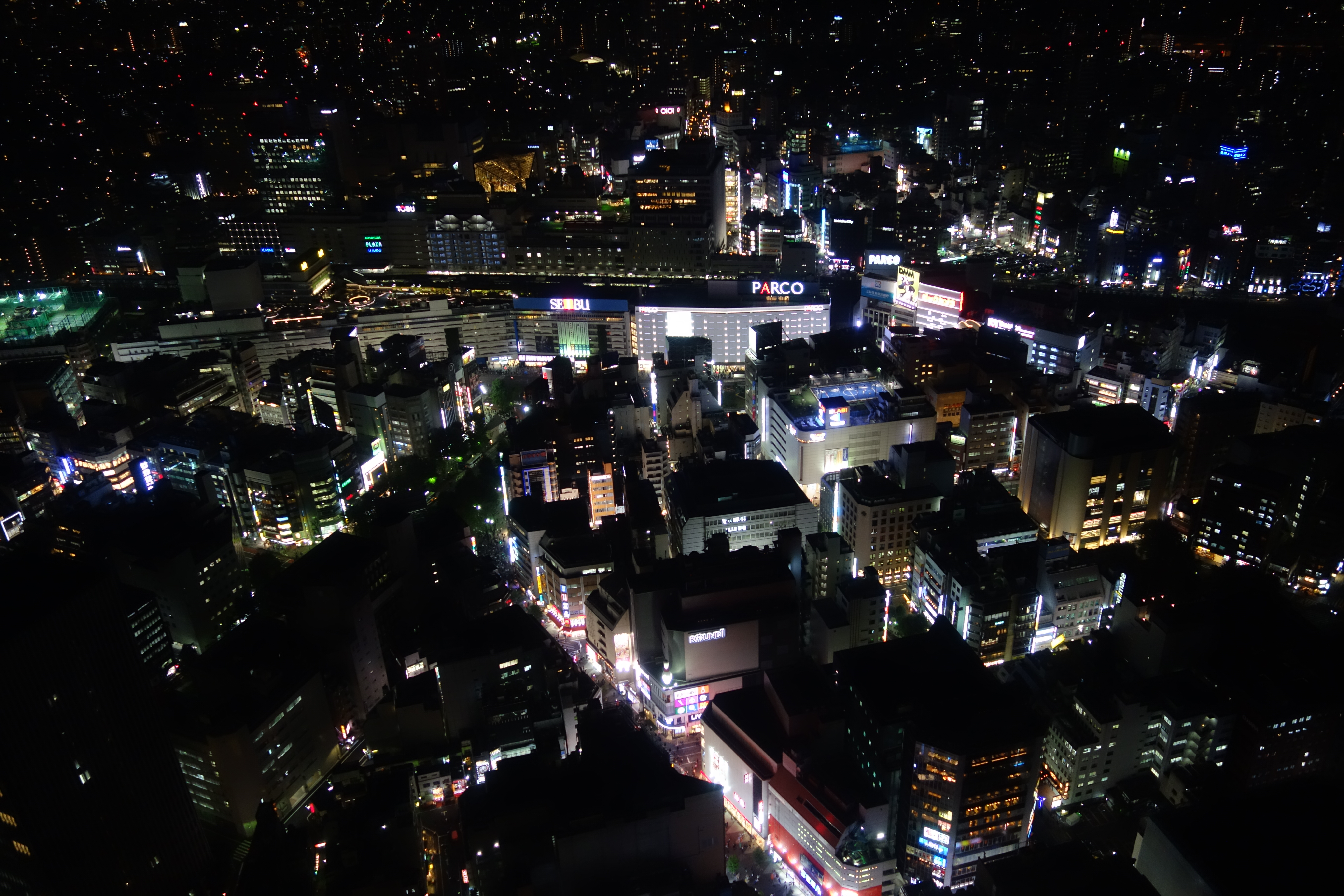
Ikebukuro.

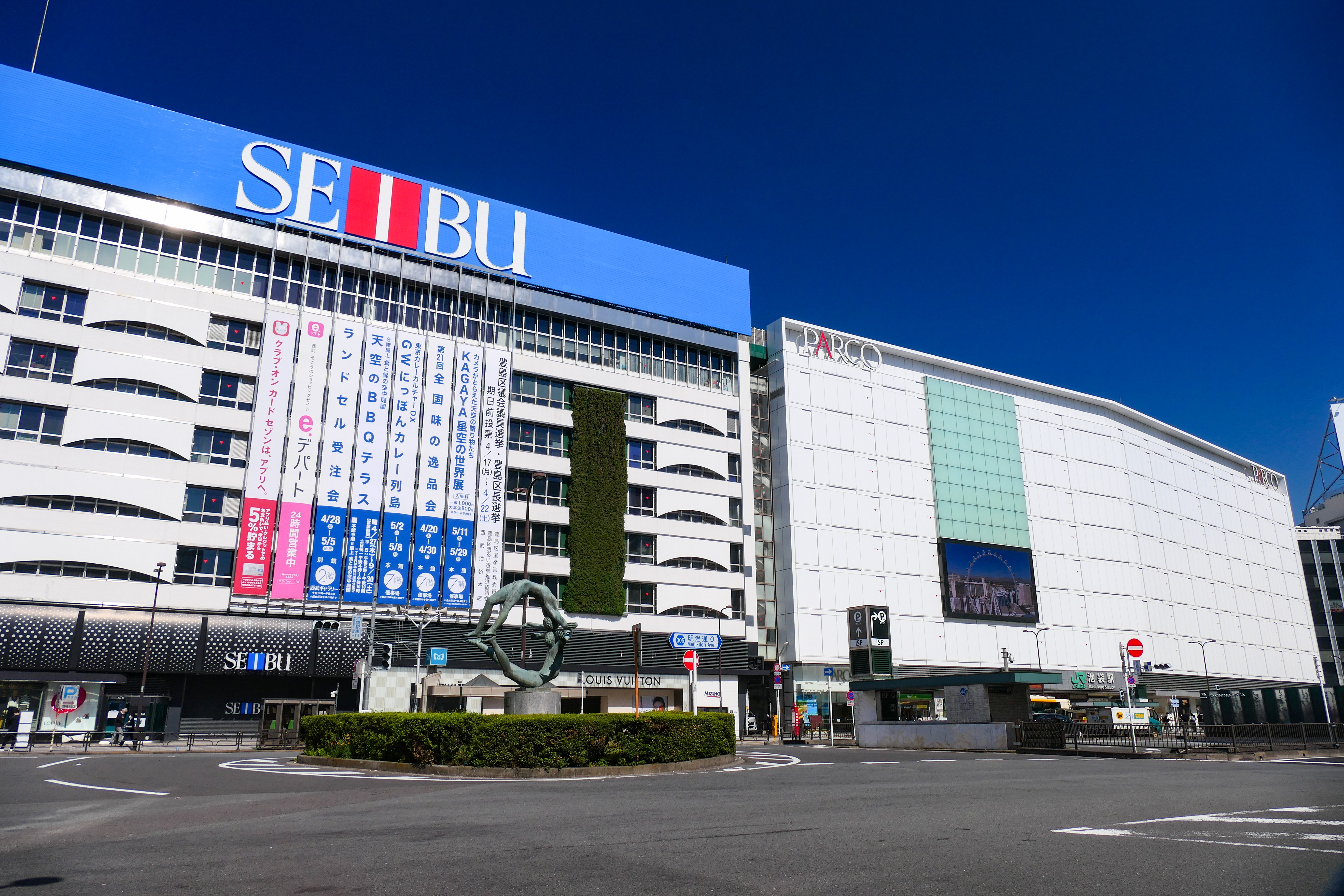
Grandes almacenes Seibu, Loft, and Parco.

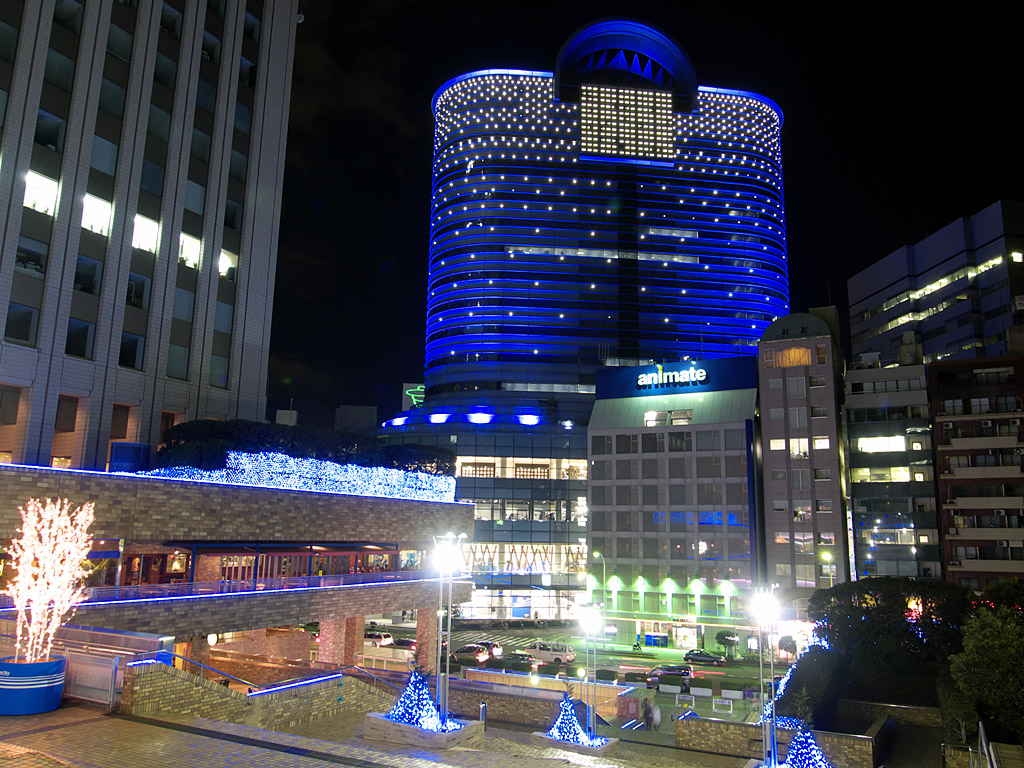
Toyota amlux.

En el centro de Ikebukuro está la estación de tren y metro, una enorme concurrencia urbana compartida por las líneas de JR East, la línea de Seibu Ikebukuro y la línea de Tōbu Tōjō. Es uno de los principales centro de trenes en el área oeste de Yamanote en Tokio. La estación de Ikebukuro es la segunda estación más ocupada de Japón, sólo detrás de la estación de Shinjuku.
Alrededor de la estación están los grandes almacenes Seibu y Tōbu. Seibu, escrito con los caracteres de «oeste» y «Musashi» 西武, está en el extremo este de la estación y Tōbu, escrito con los caracteres de «este» y «Musashi» 東武, está en el extremo oeste. Al este de la estación, en el lugar de la Prisión Sugamo se encuentra Sunshine 60, que era el edificio más alto de Tokio en el momento de su construcción. Otome Road, una zona de compras líder de productos otaku dirigidos a mujeres, está cerca. Marui y Mitsukoshi también tienen grandes almacenes en la zona. El principal minorista de electrónica en Ikebukuro es Bic Camera. Hay un pequeño distrito de placer parecido al Kabukicho de Shinjuku, pero menos vivo y menos atractivo para turistas.
El casco antiguo de Ikebukuro se mantuvo al noroeste de la estación. La mayoría del área en la que el moderno Ikebukuro se ha construido era históricamente conocida como Sugamo. En los periodos Taishō y Shōwa, los relativamente bajos precios del suelo atrajeron artistas y trabajadores extranjeros, que le dieron de alguna manera una atmósfera cosmopolita a Ikebukuro. Hasta el 1 de octubre de 1932, cuando el barrio de Toshima fue establecido, el área era un municipio independiente de Ikebukuro-mura (池袋村).
El kanji de Ikebukuro literalmente significa "bolsa de lago". Afuera de la salida oeste de la estación de Ikebukuro, cerca de una entrada a la Nueva Línea de Yurakucho hay una pequeña placa explicando tres orígenes del nombre Ikebukuro. El primero es que en la parte noreste del pueblo había un lago con la forma de alguien sosteniendo una bolsa. La segunda es que había una vez un gran número de lagos de varios tamaños en el área (formando así una bolsa llena de lagos). La tercera es que hace mucho tiempo una tortuga salió del lago llevando una bolsa en su espalda.
Hay una pequeña estatua de un búho situada cerca del centro de la ciudad llamada Ikefukurō-zō (いけふくろう像), que significa «estatua del búho del lago». Puede que sea una pista del verdadero origen del nombre dado a Ikebukuro, pero más bien está construido como nada más que una broma, un juego con las palabras y como un punto de interés para la administración de la ciudad. El juego con las palabras viene del significado alternativo de «fukuro» como «búho» (aunque «fukurō», «búho», se pronuncia con una «o» final larga, en lugar de la «o» corta en la palabra «fukuro», que es bolsa). Quizás por este motivo, la estatua del búho se ha convertido en un famoso lugar de encuentro a lo largo de las líneas de la estatua de Hachikō localizada fuera de la estación de Shibuya.[cita requerida]

## Educación
La escuela pública elemental y los institutos de educación media están a cargo del Barrio de Toshima.
Los institutos públicos están a cargo del Consejo de Educación del Gobierno Metropolitano de Tokio.